# Irving Aaronson
Irving Aaronson (New York, 7 februari 1895 – Hollywood, 10 maart 1963) was een Amerikaanse jazzpianist en bigband-leider. Hij had een groep, waarin verschillende toekomstige bigbandleiders speelden, waaronder Claude Thornhill en Artie Shaw.

## Het begin
Aaronson leerde klassiek piano spelen bij Alfred Sendry. Op elfjarige leeftijd speelde hij in nickelodeons, theaters waar stomme films werden vertoond. In de jaren twintig en dertig leidde hij een bigband waarmee hij ook opnames maakte. De groep heette aanvankelijk the Versatile Sextette, daarna the Crusaders Dance Band en ten slotte Irving Aaronson and his Commanders. De groep speelde vooral in theaters en in ballrooms met swingende songs en novelty-repertoire. In 1925 maakte hij met zijn groep zijn eerste opnames. In 1926 had the Commanders een hit met 'Crazy Words, Crazy Tune', een plaat uitgekomen op het label Victor. Andere platen waren onder meer 'Poor Papa' en 'I'm just wild about animal crackers'. De meeste platen waren novelty-songs.

## 'Paris'
In 1928 traden the Commanders naast Irene Bordoni op in de succesvolle Broadway-show 'Paris' van Cole Porter. Twee songs van de show, 'Let's misbehave' en 'Let's do it' werden hits. 'Paris' werd ook verfilmd en de groep ging naar Hollywood voor filmopnames, maar kwam niet in de uiteindelijke film voor. De groep nam een tijd niet op, tot in 1930 twee platen werden gemaakt voor Brunswick. De platen deden niks door de economische malaise van de Grote Depressie en de groep viel enkele maanden later ook uiteen.

## Nieuwe 'Commanders'
In 1933 richtten Aaronson en zijn zanger Phil Saxe een nieuwe versie van the Commanders op, met onder meer drummer Gene Krupa, de toekomstige bandleider Bob Chester, zanger Harmon Nelson en zangeres Kay Weber. De groep speelde met veel succes in Atlantic City en maakte opnames die onder meer verschenen op Vocalion. In 1934 gebruikte Bing Crosby de groep als backing-groep voor vier opnames van songs uit zijn film 'She loves me not', waaronder de hit 'Love in bloom'. In 1935 nam de groep de laatste plaat op, 'Commanderism', de themesong van de band. Rond 1936 stopte de groep ermee.

## MGM-periode
Na een paar jaar zonder werk ging Aaronson werken bij MGM. Rond 1950 herschreef hij songs, zodat ze geschikt waren voor Mario Lanza. Met Paul Francis Webster componeerde hij 'The loveliest night of the year' dat een succes was voor Ann Blyth en Lanza. In 1960 stopte Aaronson met werken.
- Biblioteca Nacional de España: XX1459004
- Bibliothèque nationale de France: cb13890546h (data)
- International Standard Name Identifier: 0000 0000 6301 8591
- Library of Congress Control Number: no95030830
- Nationale Bibliotheek van Letland: 000323451
- MusicBrainz: 06aba06c-5180-4223-9e87-6ac4a09f1184
- Nationale bibliotheek van Australië: 35909213
- Nationale Bibliotheek van Israël: 987007315603905171
- Trove: 1141537
- Virtual International Authority File: 29717094
- WorldCat: E39PBJjHb889dmPBmqqRpR9dQq